# Zenit (persagentschap)
Zenit is een internationaal persagentschap.
Het stelt zich ten doel objectieve informatie te verschaffen over gebeurtenissen, documenten en onderwerpen die verband houden met de Katholieke Kerk.